# 安托尼夫齊 (亞爾莫林齊區)
49°16′59″N 26°55′36″E / 49.28306°N 26.92667°E
安東尼夫齊（烏克蘭語：Антонівці）是位於烏克蘭西部的村莊，由赫梅利尼茨基州裡赫梅利尼茨基區的亞爾莫林齊市鎮負責管轄。該村處於沃夫喬克河畔，面積0.89平方公里，海拔高度331米，2001年人口539。